# Folwark (Opole)
Pour les articles homonymes, voir Folwark.
Folwark est une localité polonaise du gmina de Prószków dans la voïvodie et le powiat d'Opole.